# Stadion Republikański
Stadion Republikański (rum. Stadionul Republican) – wielofunkcyjny obiekt sportowy w stolicy Mołdawii, Kiszyniowie.
Obiekt wybudowano w 1952 roku w centrum Kiszyniowia. Początkowo został wybudowany w wersji bez siedzeń poza bramkami. W 1956 roku klub piłkarski Burewisnyk Kiszyniów (tak do 1957 r. nazywał się "Zimbru") zdobył awans do elitarnej klasy Mistrzostw ZSRR, w wyniku czego Rada Ministrów Mołdawskiej SRR wydała rozkaz aby w ciągu dwóch miesięcy zakończyć dobudowę stadionu. Rekonstrukcja zamiast zakończyć się w terminie - 1 kwietnia 1956 - została ukończona 25 marca. Prace nad krajobrazem, budową i montażem masztów oświetlenia i tablicy wyników ukończono dwa miesiące później.
Stadion, który w 1974 roku przeszedł renowację, oprócz boiska piłkarskiego mieści bieżnię oraz pozostałe wyposażenie lekkoatletyczne. Pojemność stadionu zwiększona do 21,580 miejsc.
Po uzyskaniu niepodległości przez Mołdawię w 1991 stadion był w coraz gorszym stanie. Przez brak renowacji zostały zamknięte trybuny boczne. Pojemność stadionu zmniejszona do 8,009 miejsc, z których wszystkie są siedzące.
15 czerwca 2007 roku rozpoczęto rozebranie stadionu. Na jego miejscu planowano wybudować nowy stadion, ale przez brak finansowania do obecnej chwili rekonstrukcja niedokończona.
Stadion Republikański był tradycyjnie domowym obiektem dla meczów reprezentacji Mołdawii w piłce nożnej. Również na nim rozgrywały swoje mecze domowe kluby, które czasowo nie mieli własnego boiska, np. Zimbru Kiszyniów (do 2006), Dacia Kiszyniów.